# Marathon van Frankfurt 2016

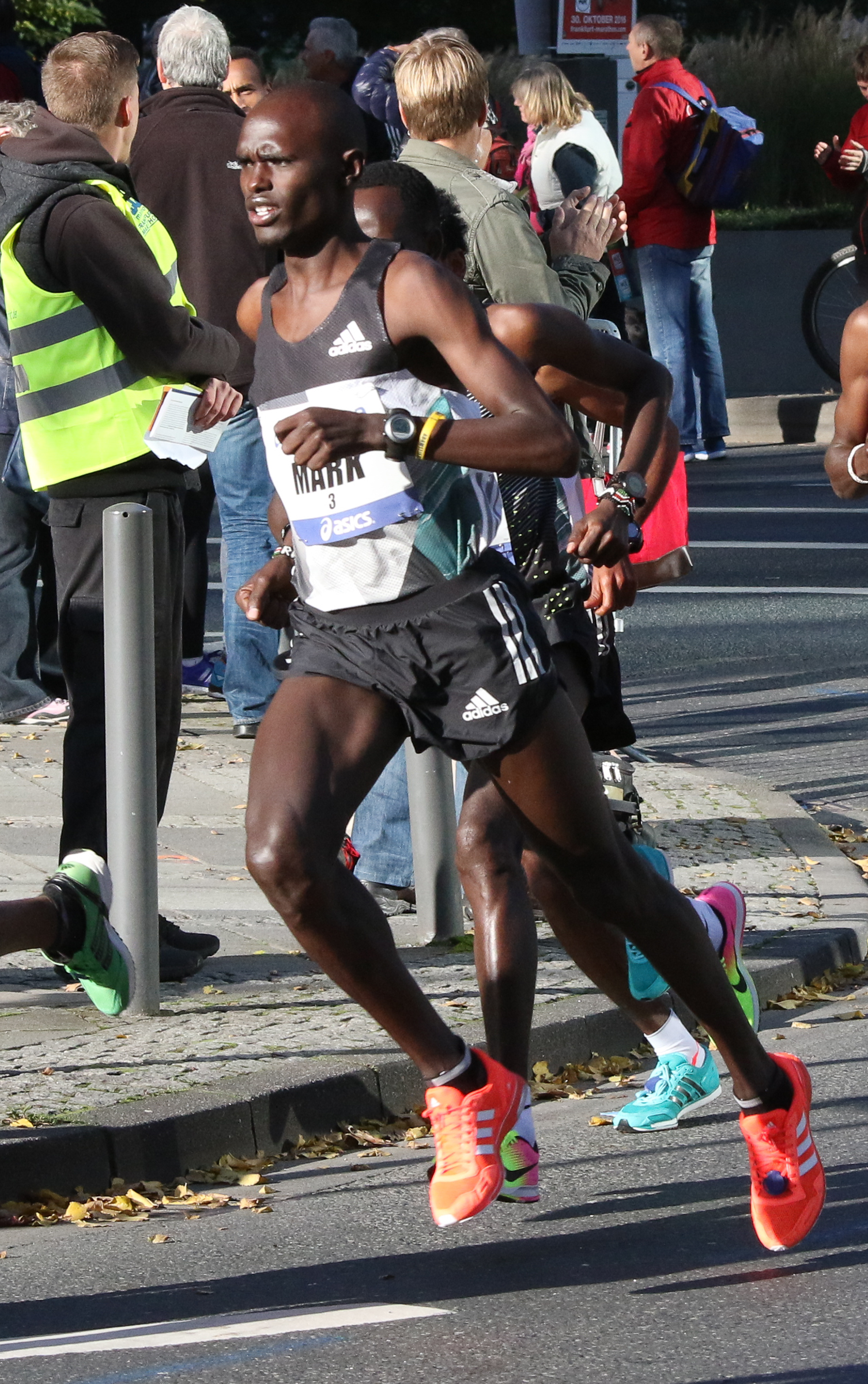
Mark Korir op weg naar zijn overwinning.

De marathon van Frankfurt 2016 werd gelopen op zondag 30 oktober 2016. Het was de 35e editie van deze marathon. 
De wedstrijd bij de mannen werd een overwinning voor de 31-jarige Keniaan Mark Korir, die het parcours in de stad Frankfurt voltooide in 2:06.48. Hij maakte het verschil 5 kilometer voor de finish door er alleen vandoor te gaan. Met deze tijd had hij een ruime halve minuut voorsprong op zijn landgenoten Martin Kosgei en Cyprian Kotut. De wedstrijd bij de vrouwen werd gewonnen door de Ethiopische Mamitu Daska in 2:25.27. Dit was niet haar eerste overwinning bij dit evenement, want in 2011 won ze ook al eens in Frankfurt. Zij had een kleine voorsprong op haar voormalige landgenote Fate Tola, die onlangs tot Duitse is genaturaliseerd.

## Uitslagen

### Mannen
| rang   | naam                     | land | tijd    |
| ------ | ------------------------ | ---- | ------- |
| Goud   | Mark Korir               | KEN  | 2:06.48 |
| Zilver | Martin Kosgei            | KEN  | 2:07.22 |
| Brons  | Cyprian Kotut            | KEN  | 2:07.28 |
| 4      | Robert Mark Curtis       | USA  | 2:11.20 |
| 5      | Tadese Tola              | ETH  | 2:11.52 |
| 6      | Birhanu Addisie          | ETH  | 2:12.19 |
| 7      | Weldu Negash Gebretsadik | NOR  | 2:12.20 |
| 8      | Koen Naert               | BEL  | 2:12.27 |
| 9      | Moses Masai              | KEN  | 2:13.23 |
| 10     | Rene Cuneaz              | ITA  | 2:15.32 |

### Vrouwen
| rang   | naam                   | land | tijd    |
| ------ | ---------------------- | ---- | ------- |
| Goud   | Mamitu Daska           | ETH  | 2:25.27 |
| Zilver | Fate Tola              | GER  | 2:25.42 |
| Brons  | Sarah Jebet            | KEN  | 2:27.07 |
| 4      | Lindsay Marie Flanagan | USA  | 2:29.28 |
| 5      | Charlotte Lucy Purdue  | GBR  | 2:30.04 |
| 6      | Martina Strähl         | SUI  | 2:30.58 |
| 7      | Helen Bekele           | ETH  | 2:31.27 |
| 8      | Mona Stockhecke        | GER  | 2:31.30 |
| 9      | Tracy Barlow           | GBR  | 2:32.05 |
| 10     | Milda Vilcinskaite     | LTU  | 2:34.48 |

1981 ·
1982 ·
1983 ·
1984 ·
1985 ·
1986 ·
1987 ·
1988 ·
1989 ·
1990 ·
1991 ·
1992 ·
1993 ·
1994 ·
1995 ·
1996 ·
1997 ·
1998 ·
1999 ·
2000 ·
2001 ·
2002 ·
2003 ·
2004 ·
2005 ·
2006 ·
2007 ·
2008 ·
2009 ·
2010 ·
2011 · 
2012 · 
2013 · 
2014 · 
2015 · 
2016 · 
2017